# Fudži (Saga)
Fudži (富士町; Fudži-čó) je město v okrese Saga v prefektuře Saga v Japonsku.
V květnu 2005 mělo město 4 797 obyvatel, hustotu osídlení 33,48 ob./km² a celkovou rozlohu 143,25 km².
1. října 1966 byl status Fudži změněn z vesnice (mura) na město resp. malé město (mači).